# Ernest Solvay
Pour les articles homonymes, voir Solvay.
Ernest Solvay, né le 16 avril 1838 à Rebecq-Rognon et mort le 26 mai 1922 à Ixelles, est un chimiste et un industriel belge, fondateur de la  Société Solvay & Cie et grand mécène de la recherche scientifique de son époque.

## Biographie
Ernest Gaston Joseph Solvay, né le 16 avril 1838 à Rebecq-Rognon, est le fils d'Alexandre Solvay, négociant en denrées coloniales, maître de carrière et exploitant d'une raffinerie de sel et d'Eugénie Hulin. Il est le frère ainé d'Alfred Solvay avec qui il s'associera dans le développement de ses activités industrielles.
Passionné très tôt par la physique, la chimie et l'histoire naturelle, Ernest est pourtant entravé dans sa quête de connaissance lorsqu'une grave maladie l'empêche d'entrer à l'université. Il reçoit toutefois une bonne formation scientifique du frère Macardus, diplômé de l’École des Mines de Mons, professeur de sciences de l'institut des Frères des écoles chrétienne à Malonne où Ernest Solvay a suivi sa formation secondaire. Autodidacte, il commence à travailler à 21 ans dans l'usine à gaz de son oncle en y apportant maints perfectionnements, notamment la récupération de l'ammoniaque.

### Découverte du procédé Solvay
Au cours d'une expérience, il découvre un procédé révolutionnaire de fabrication de la soude. Conscient du parti qu'il peut tirer de cette découverte, le jeune homme fait breveter une première fois en 1861 une méthode économique de son invention pour fabriquer du carbonate de soude trop rare à l'état naturel, un procédé à l'ammoniac qui permet la fabrication industrielle du carbonate de sodium (Na2CO3) à partir de chlorure de sodium et de calcaire, connu depuis lors sous le nom de procédé Solvay. Le carbonate de sodium est un composé essentiel dans de nombreuses applications industrielles, notamment la fabrication du verre, la métallurgie et la détergence. 

### Développement de la société Solvay & Cie

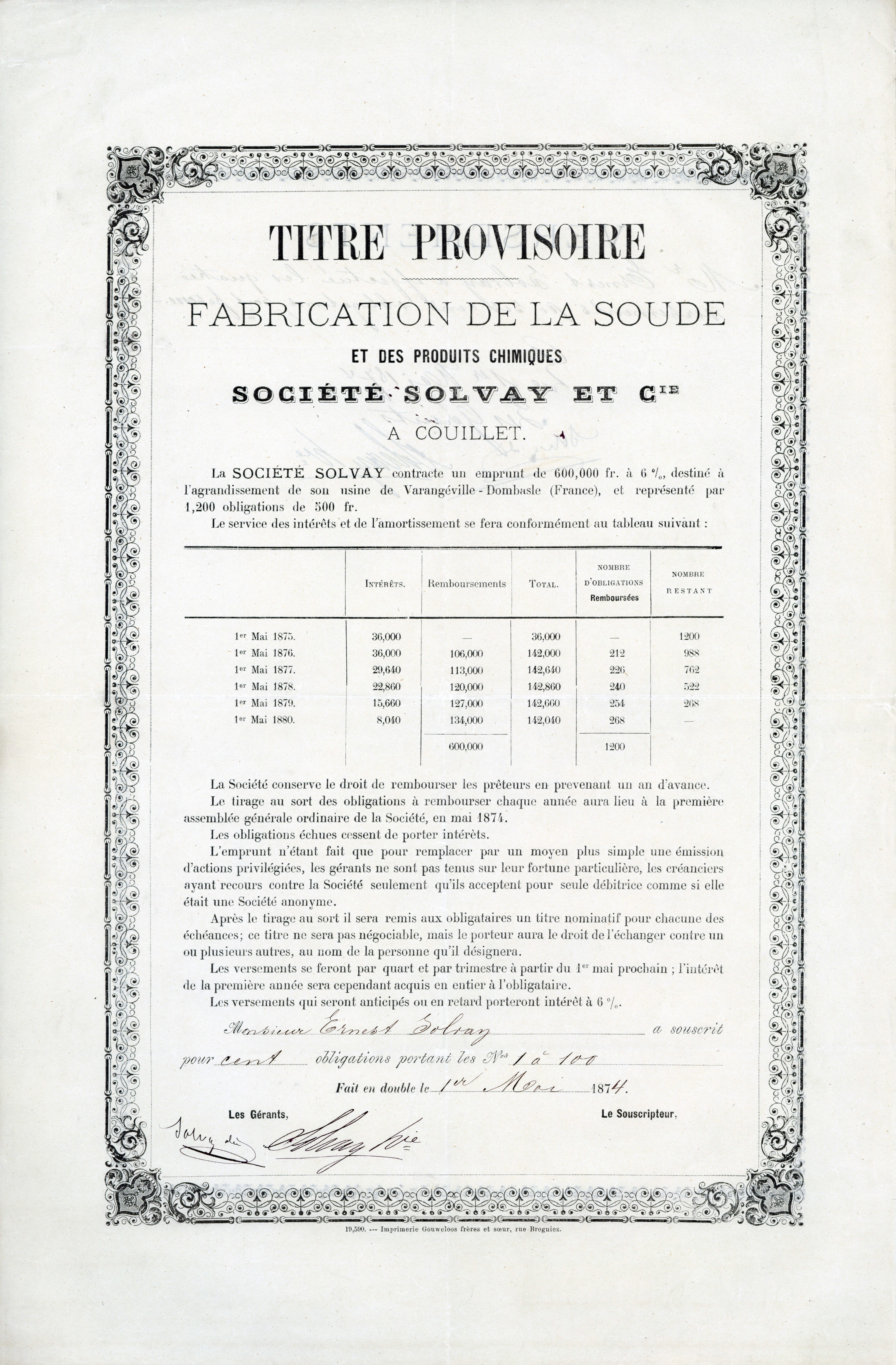
Certificat global de 100 obligations n° 1-100 de 500 francs chacune de la Société Solvay & Cie, émises le 1er mai 1874 à Ernest Solvay et signées de sa propre main en tant que gérant principal. L'emprunt d'un total de 600 000 francs, portant intérêt à 6 %, a été contracté pour la réalisation d'une usine à Dombasle-sur-Meurthe.

C’est à Couillet en 1863, où il installe sa première usine, qu’Ernest Solvay fonde avec son frère Alfred et leurs associés, l’avocat Eudore Pirmez et l'industriel Gustave Sabatier, les bases de ce qui allait devenir un empire de la chimie. 
Après un départ difficile, la Société Solvay & Cie prend progressivement une dimension internationale et devient l'un des géants de l'industrie chimique. En 1900, 95 % de la production mondiale de soude provient du « procédé Solvay ».

### Union avec les sciences
Il entrevoit l'intérêt d'une union avec les sciences, et cofonde en 1900 avec Ernest Bichat l'Institut électrotechnique de Nancy, devenu en 1948 École nationale supérieure d'électricité et de mécanique de Nancy (ENSEM),.
Il est fondateur de l'entreprise chimique et pharmaceutique Solvay SA et de l'École de commerce Solvay (renommée Solvay Brussels School of Economics & Management en 2008) de l'université libre de Bruxelles.

### Initiatives sociales et politiques
Grand capitaine d'industrie, il prend également des initiatives sociales peu communes pour l'époque en étant le précurseur de la législation sociale dans ses usines, où il a intégré un système de sécurité sociale : une pension pour les travailleurs dès 1899, la limitation du temps de travail avec la journée de 8 heures en 1908, l'instauration des congés payés en 1913, le recyclage professionnel…
Il dessine ainsi les contours d'une structure sociale fondée sur l'organisation du marché du travail, sur l'égalité des chances et sur l'implication de l'État. Politiquement engagé, Ernest Solvay continue son combat pour les droits des travailleurs au Sénat (de 1892 à 1894 et de 1897 à 1900) avant d'être nommé ministre d'État en 1918. Il crée également de nombreuses œuvres sociales comme, en 1914, le Comité national de Secours et d'Alimentation qui joue un rôle considérable dans le ravitaillement de la Belgique pendant la Grande Guerre.

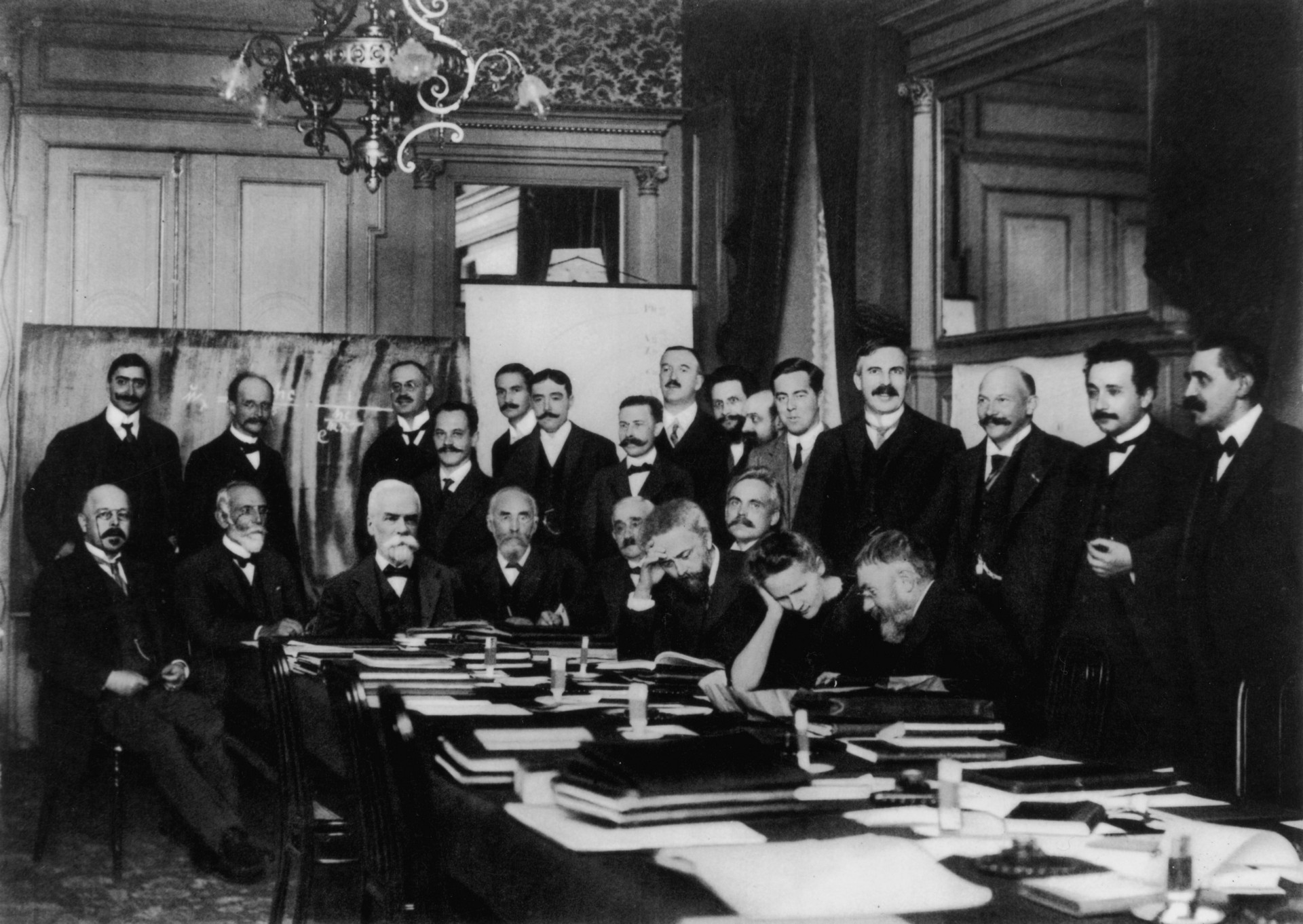
Premier Conseil Solvay en 1911 : Ernest Solvay est le troisième assis en partant de la gauche.

Il est le mécène principal de l’université libre de Bruxelles (ULB) où il fonde l'Institut de physiologie (1895), l'Institut de sociologie (1894) et l'École de commerce Solvay (1903). Son soutien au développement des sciences sociales joua un rôle significatif dans la naissance de l'École de Bruxelles. Grand promoteur des sciences, sa passion s'exprime encore au travers de la création de l'Institut international pour la physique et la chimie à Bruxelles (1894). Il crée avec le soutien de différentes personnalités de l'époque, scientifiques et banquiers, une cité scientifique destinée à abriter ces différents instituts dont les bâtiments, construits par des architectes de renom, sont toujours visibles, disséminés dans le parc Léopold. C'est là que se tiennent tous les 3 ans les fameux Conseils Solvay (ou Congrès Solvay). Pendant une semaine, un Conseil d'une vingtaine de spécialistes discute d'un problème d'actualité soigneusement préparé par d'éminents rapporteurs. La première édition, en 1911, réunit onze prix Nobel dont notamment Marie Curie, Albert Einstein, Paul Langevin, Max Planck, Ernest Rutherford, Henri Poincaré et le duc Maurice de Broglie comme secrétaire-rapporteur. (Cf. The Solvay Science Project(Exposition et base de données)

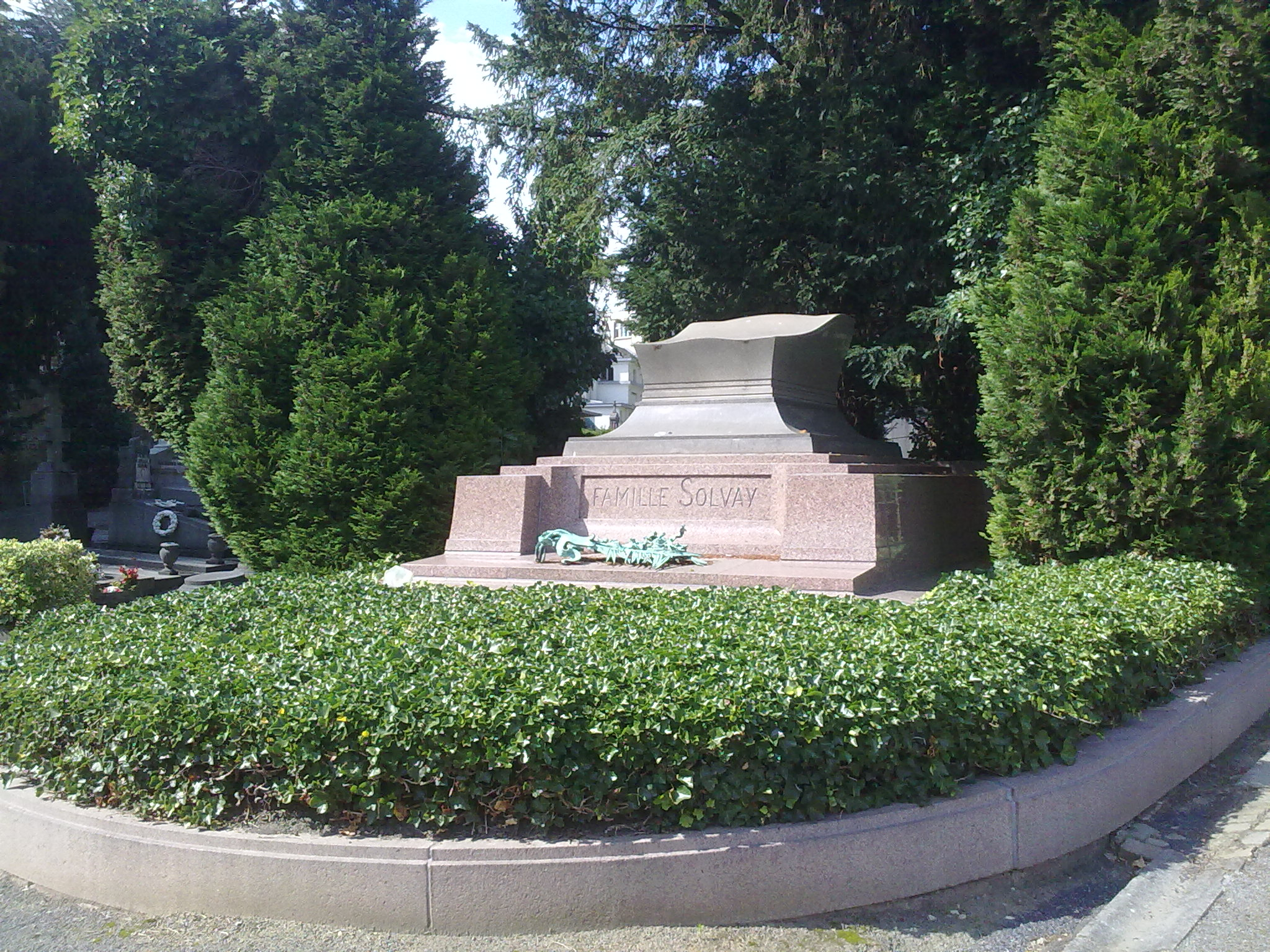
Sépulture de la famille Solvay au cimetière d'Ixelles.

Ernest Solvay était convaincu que le bonheur des hommes ne peut provenir que de la diffusion du savoir.
En 1893, il achète au baron Antoine de Roest d'Alkemade le château de La Hulpe construit en 1842 par le marquis Maximilien-Guillaume de Béthune.
Il a été choisi comme un des Cent Wallons du siècle, par l'Institut Jules Destrée, en 1995.
Il est inhumé au cimetière d'Ixelles à Bruxelles. C'est une tombe signée Victor Horta.

## Alpinisme
Ernest Solvay vient sur le tard à l'alpinisme. À cinquante-sept ans, il part pour la Suisse avec son secrétaire Charles Lefébure et ensemble ils font de mémorables ascensions. Il fera notamment le Grépon d'un niveau de difficulté élevé. À soixante ans, il fait l'ascension de trois 4000 m : le Mont Blanc, la Jungfrau et le Cervin. Jusqu'à quatre-vingt et un ans, il se rend dans les Alpes pour faire des courses. Il fait construire en 1917 le refuge Solvay (ou SolvayHütte) perché à 4003 m sur l'arête du Hörnli au Cervin. Ernest Solvay était membre du jeune Club alpin belge.

## Philanthropie

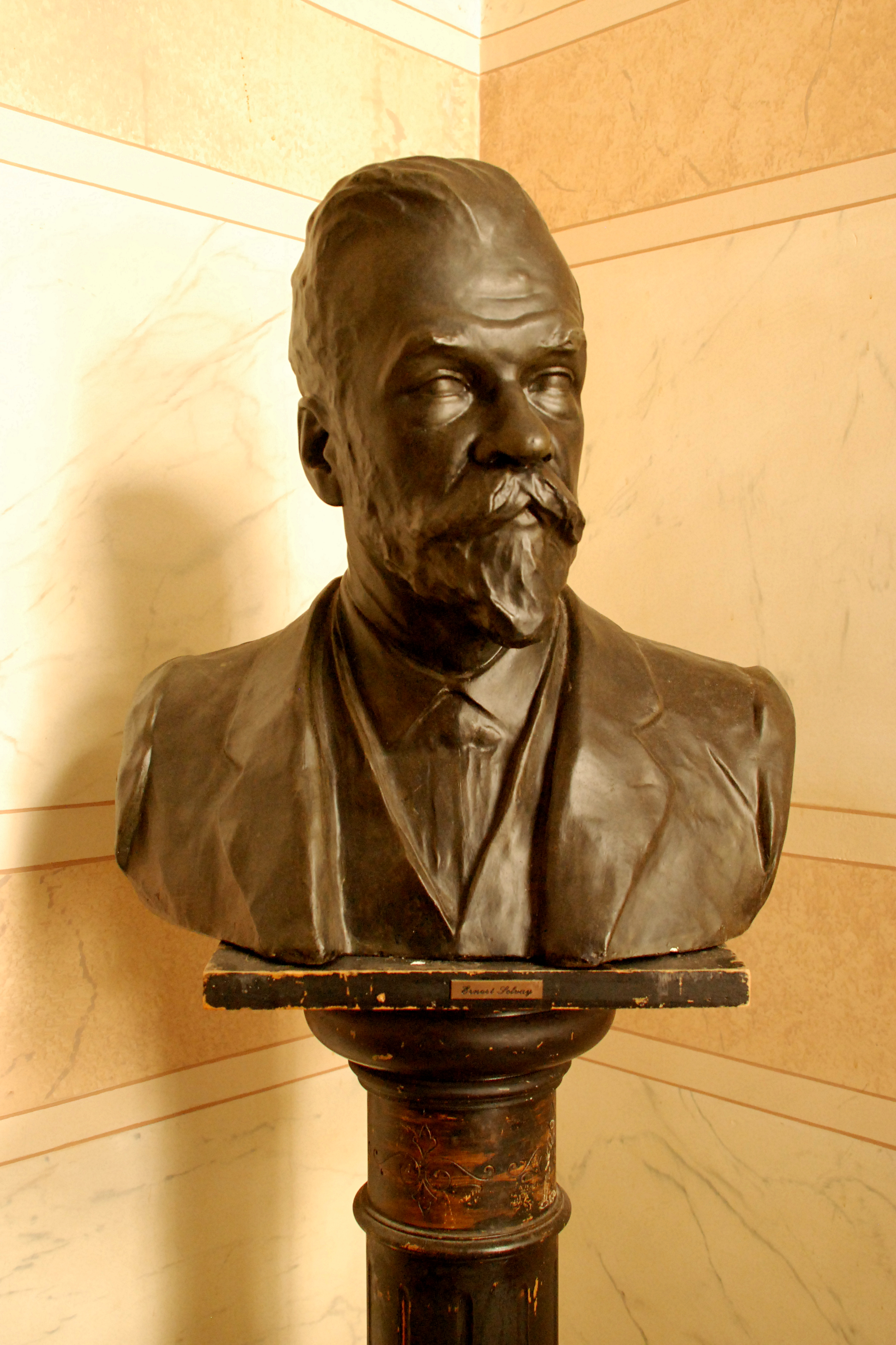
Buste d'Ernest Solvay dans le vestibule de la Bibliothèque Solvay à Bruxelles.

Ernest Solvay était également un philanthrope. Il commença à se préoccuper du sort des travailleurs à la suite de violentes émeutes qui firent des tués et des blessés et qui se déroulèrent dans le bassin de Charleroi, région où il avait implanté sa première usine de fabrication de la soude. À la suite de cela, il essayera de mettre en place des réformes, qu’il appellera « Plan Social », dont le but était de donner une plus grande égalité sociale. Parmi ces réformes, on peut en citer plusieurs : 
- le productivisme : selon lui, il faut absolument augmenter la production de biens matériels et intellectuels et la répandre dans la masse humaine afin de rendre la vie de celle-ci beaucoup plus agréable ;
- le comptabilisme : il se caractérise comme un moyen de développer la production des richesses. Il souhaitait via cette mesure, supprimer le système monétaire en place à l’époque car il le trouvait onéreux, un obstacle à la production et discriminatoire. En effet, il voulait une meilleure égalité entre les différents travailleurs[10] ;
- l’égalité pour tous au point de départ : pour Ernest Solvay, c’est non seulement une idée juste, mais qui permettrait également de formater un plus grand nombre de travailleurs capables et motivés. Il souhaitait notamment une instruction équivalente pour tous les enfants qu’ils soient riches ou pauvres, et permettre aux plus doués d’entre eux d’accéder plus facilement à l’instruction supérieure ;
- le chômage-capacitariat : Ernest Solvay voulait lancer le concept de « capacitariat » qui adapterait les qualifications des ouvriers en fonction des besoins de la production. Pour ce faire, il cherche à créer un enseignement « spécial ». En ce qui concerne les chômeurs, il prévoit non seulement de leur donner un droit à la vie, mais également un droit à l’occupation. Il voulait occuper et rendre plus efficaces les chômeurs par le biais de formations ou de bourses de travail qui leur auraient permis de trouver plus facilement du travail et surtout d’être plus productifs[11] ;
- le développement de l’instruction primaire, technique et professionnelle : il souhaitait une meilleure instruction pour tous, afin que la population reçoive une meilleure formation, soit plus efficace et donc produise plus ;
- l’assurance des fortunes : Ernest Solvay savait que pour que son Plan Social fonctionne, il fallait que les classes aisées fassent des sacrifices, et qu’elles ne se laisseraient pas faire. Il veut en contrepartie garantir une conservation de leur fortune et réviser un certain nombre de lois afin d’arriver à une suppression de tout ce qui est contre la productivité, et éviter que les sociétés anonymes continuent de s'approprier l’épargne ;
- la libre socialisation ;
- empêcher les fraudes et le gaspillage de capitaux ;
- l’implication de l’État dans la production : l’État doit assurer des garanties dans la création de sociétés commerciales ou industrielles en y participant financièrement. Cela permettrait un développement de l’industrie et du commerce qui réduirait le chômage. En contrepartie, l’État recevrait chaque année un dividende[12] ;
- l’impôt unique successoral : aux yeux d’Ernest Solvay, le régime capitaliste génère des sources d’incapacités. L’une des raisons est la transmission du pouvoir héréditaire et de la richesse d’une génération à l’autre. Selon lui, c’est une grande source d’inégalités des chances de départ, et qui nuirait également au système productiviste. Sa réforme était que l’État devait créer un impôt afin de taxer toute transmission de fortune d’une génération à une autre afin de permettre une meilleure égalité des chances ;
- le droit à l’existence : Solvay veut par cette réforme que l’État reconnaisse le droit à la vie des invalides, des indigents, des malades, des incapables et des chômeurs involontaires. Il veut que l’État débloque des aides au plus vite, afin de leur donner accès à un autre mode de vie que celui des dépôts de mendicité ou des institutions de bienfaisance.

## Distinctions et honneurs
Il est nommé ministre d'État le 21 novembre 1918 par le roi Albert Ier.
Les distinctions suivantes lui ont été décernées :
- Grand cordon de l'ordre de Léopold en décembre 1918 (Belgique) ;
- Grand officier de la Légion d'honneur le 7 novembre 1919 (France) ;
- Chevalier Grand-croix de l'ordre civil d'Alphonse XII en 1919 (Espagne).

## Hommages

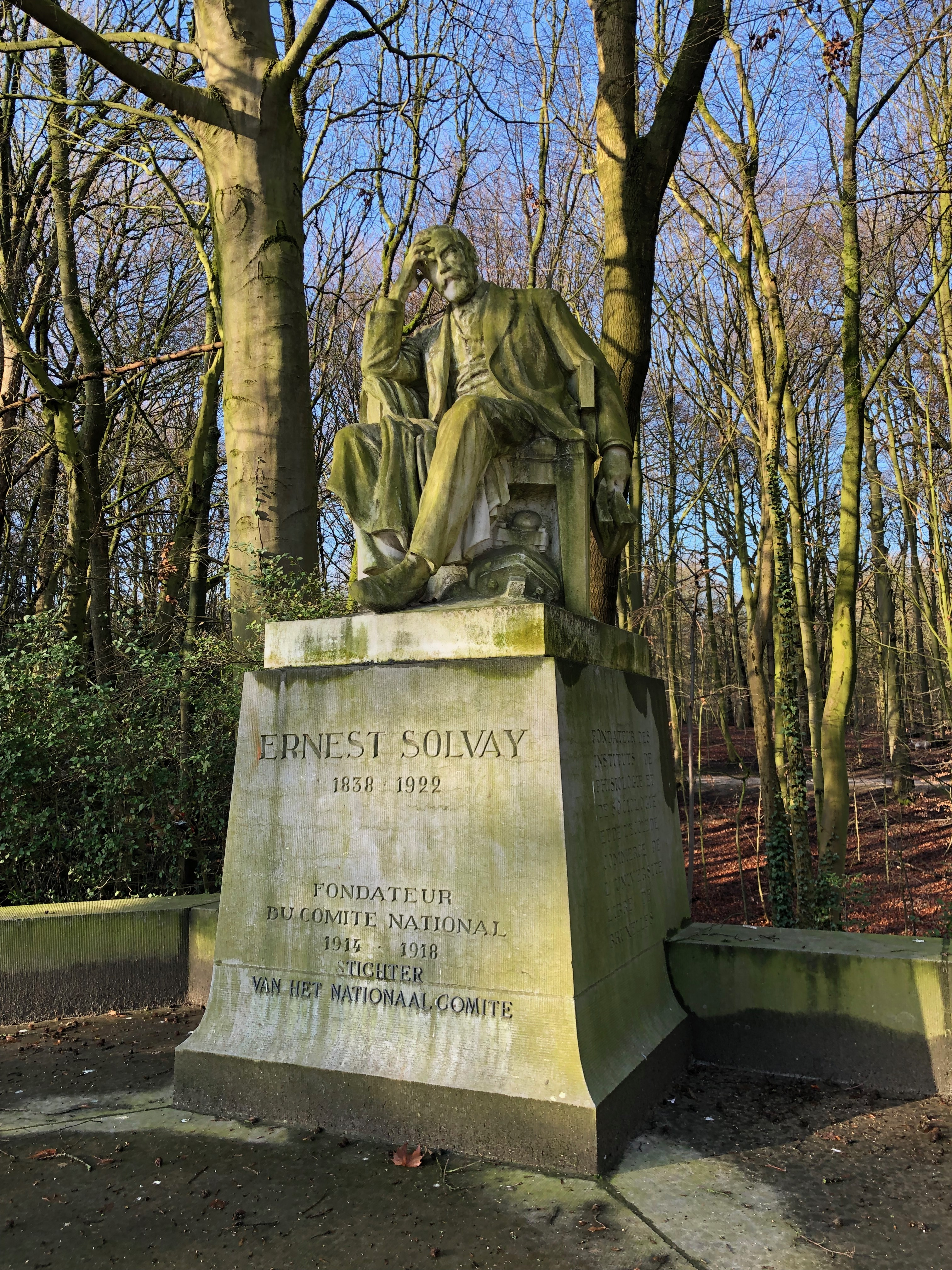
Ernest Solvay, œuvre d'Égide Rombaux, avenue Franklin-Roosevelt (Bruxelles).

- Monument à Ernest Solvay et Alfred Solvay dû au sculpteur Victor Rousseau sur la place communale de Rebecq
- L'astéroïde (7537) Solvay porte son nom
- Le mont Solvay de l'Antarctique a été nommé par Adrien de Gerlache pour honorer son mécène.
- Monument dû au sculpteur Égide Rombaux à Ixelles (Bruxelles)[13]
- Son nom est honoré dans la toponymie des villes belges de Grâce-Hollogne, Herstal, Ixelles, La Hulpe, Liège, Louvain, Morlanwelz, Renaix, Schaerbeek (place Solvay) et Ostende ainsi que dans les villes d'Allemagne de Grenzach, Rheinberg, Wesel, Westregeln et Würselen.
- Un refuge de montagne, le refuge Solvay (Solvayhütte) situé sur l'arête du Hörnli, au mont Cervin en Suisse porte le nom d'Ernest Solvay qui a financé sa construction[14].